# Hlušičky
Hlušičky (německy Klein Hluschitz) je část obce Hlušice v okrese Hradec Králové. Nachází se na jihu Hlušic. V roce 2009 zde bylo evidováno 142 adres. V roce 2001 zde trvale žilo 275 obyvatel.
Hlušičky je také název katastrálního území o rozloze 3,89 km2.